# Guy Adams
Guy Adams (nascido em 6 de janeiro de 1976) é um autor inglês, comediante e ator, possivelmente mais conhecido no romance The World House. Estrelou como um assaltante na telenovela britânica Emmerdale e também tentou stand-up com seu próprio material.